# Heteromeles
Heteromeles é um gênero botânico pertencente à família Rosaceae.